# Алонсо де Эскобар «Эль-Рехидор»
Алонсо де Эскобар «Эль-Рехидор» или Алонсо де Эскобар «Эль-Ихо» (исп. Alonso de Escobar "el Regidor", Alonso de Escobar "el Hijo"; январь/февраль 1545, Асунсьон — конец 1613, Буэнос-Айрес) — военный, энкомендеро и испано-креольский колониальный чиновник, который был одним из 63 жителей-основателей, которые сопровождал губернатора Хуана де Гарая в экспедиции, отправившейся из города Асунсьон-дель-Парагвай, построившего второй город Буэнос-Айрес в 1580 году. Алонсо де Эскобар был назначен рехидором в Кабильдо-де-Буэнос-Айрес вместе с пятью другими. Сын одноименного сержанта-майора Алонсо де Эскобара «Эль-Конкистадора» и племянником по отцовской линии Ньюфло де Чавеса, губернатора провинции Санта-Крус-де-ла-Сьерра с 1560 по 1568 год.

## Семейное происхождение и ранние годы

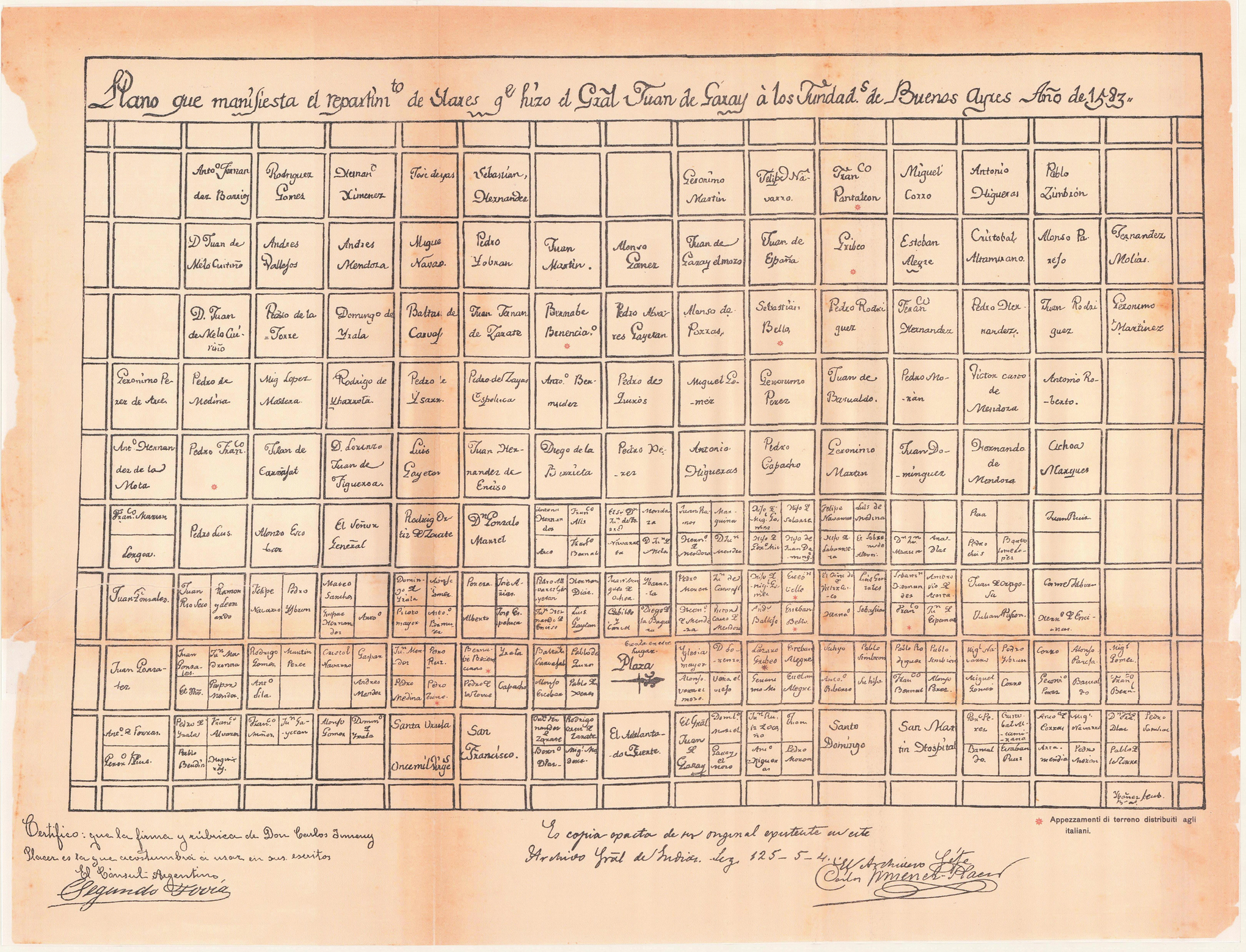
Город Буэнос-Айрес с Кварталом (в центре слева на плане) и участком (в центре плана, на противоположной стороне левого квартала Пласа-Майор) Алонсо де Эскобара, выполненным (согласно законам Индии 1580 года) губернатором Хуаном де Гараем в 1583 году.

Бывший герб города Буэнос-Айрес, который в настоящее время является частью его флага.

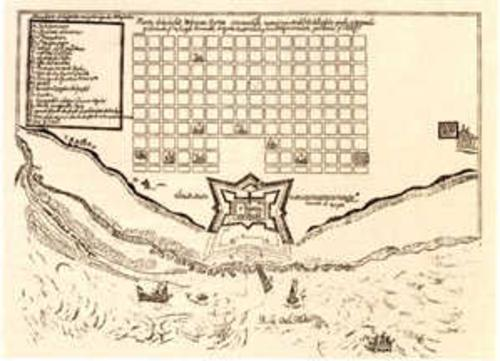
Город и форт Буэнос-Айрес (план Хосе Бермудеса 1708 г.).

Алонсо де Эскобар родился в период с января по 1 февраля 1545 года в городе Асунсьон, столице провинции Рио-де-ла-Плата, которая, в свою очередь, была автономным образованием вице-королевства Перу.
Его отцом был одноименный сержант-майор и уроженец Эстремадуры Алонсо де Эскобар «Эль-Конкистадор» (ок. 1515 — ок. 1556), который был внесен в список как один из участников экспедиции аделантадо Педро де Мендоса, а после его смерти он был одним из капитанов Хуана де Саласара-и-Эспиноса, который основал город Асунсьон в 1537 году, что сделало Эскобара одним из основателей обоих городов на Рио-де-ла-Плате.
Его дядя по отцовской линии Ньюфло де Чавес (1518—1568) прибыл с экспедицией второго аделантадо Альвара Нуньеса Кабеса де Вака, с которым он прибыл на остров Санта-Каталина в январе 1541 года, который в то время был частью Испанской империи. Ньюфло де Чавес также участвовал в путешествии вглубь материка, которое заняло почти пять месяцев от указанного острова до реки Парагвай, были обнаружены описаны водопады Игуасу, приток реки Парана, и таким образом они достигли города Асунсьон в 1542 году, где Ньюфло встретил своего брата Алонсо де Эскобара «Старшего», а вскоре после этого был отправлен исследовать верховья Парагвая.

## Изгнание отца в Испанию
Между тем, после восстания недовольных в Асунсьон-дель-Парагвай, они захватили аделантадо, и перед изгнанием в Европу 26 апреля он назначил Хуана де Саласара своим лейтенантом, но вскоре после этого он и сотня его людей вместе с Алонсо де Эскобаром, они также были сосланы в Испанию по приказу нового губернатора Доминго Мартинеса де Ирала в мае 1544 года. Его мать с неизвестным именем должна была забеременеть до отъезда отца.

## Отец и сын тезки встречаются и путешествуют по Европе
Позже Эскобар «Отец» , Саласар и их люди вернулись в Рио-де-ла-Плата в 1547 году, когда Алонсо де Эскобару «Сыну» было около двух лет, и они вернулись в Европу, чтобы сопровождать Менсию Кальдерон Окампо «ла Аделантада» и группу знатных женщин, направлявшихся в Испанскую Америку с целью выйти замуж за колонизаторов Рио-де-ла-Плата и таким образом дать начало колониальной аристократии, для чего они отплыли из Севильи в 1550 года, но во время походу они подверглись нападению французских флибустьеров у берегов Западной Африки.
Освободившись от французов, они отплыли в Испанскую Южную Америку и должны были сделать остановку в португальском городе Сан-Висенте генерал-губернаторства Бразилии, а затем прибыли на остров Санта-Каталина в 1551 году. Идальго из Эстремадуры Фернандо де Трехо-и-Карвахаль основал испанский город Сан-Франсиско-де-Мбиаса в 1553 году, где он женился на Марии де Санабрия Кальдерон, что дало бы ему титул старшего судебного пристава.
Но этот город пришлось покинуть из-за новой угрозы со стороны французов в середине 1555 года, и таким образом они направились по суше в Асунсьон, куда прибыли в 1556 году, когда Алонсо де Эскобар «эль-Хихо» был около одиннадцать лет, он рос с Хуаном де Саласаром «Эль Хиджо», тезкой своего отца, основателя Асунсьона.

## Один из основателейБуэнос-Айреса
Молодой Алонсо де Эскобар, следуя примеру своего отца, сопровождал губернатора Хуана де Гарая в экспедиции, завершившейся вторым основанием города Буэнос-Айрес 11 июня 1580 года, будучи одним из шестидесяти трех жителей-основателей нового города. С 1580 по 1584 год Алонсо де Эскобар занимал должность одного из шести рехидоров Буэнос-Айреса.
Для нового города был разработан и герб: белый квадрат с коронованным черным орлом, с полностью расправленными крыльями, держащим на правой лапе красный крест Калатравы, а поселенцам были розданы посылки, даже Эскобару. В 1582 году Хуан де Гарай пожаловал рехидору Алонсо землю на обоих берегах оврага, экспроприированную у Педро де Савас-и-Эспелука, место, в котором постепенно образовалась деревушка и которое позже они будут известны их фамилия как арройо и Каньяда или Исла-де-Эскобар (нынешняя Белен-де-Эскобар).
В конце 1613 года Алонсо де Эскобар скончался в Буэнос-Айресе.

## Браки и потомство
Алонсо де Эскобар был дважды женат и имел не менее пяти дочерей и одного сына в Асунсьоне от первого брака, а позже от второго у него была только одна дочь в Буэнос-Айресе:
Около 1569 года в Асунсьон-дель-Парагвае Алонсо де Эскобар женился на юной Инес Суарес де Толедо (ок. 1556 — ок. 1578), сестре первого испано-креольского губернатора Эрнандо Ариаса де Сааведры и дочери Мартина Суареса де Толедо, временно исполнявшего обязанности губернатора Рио-де-ла-Плата и Парагвая с 1572 по 1574 год, и Марии де Санабриа Кальдерон, вдовы своего первого мужа Фернандо де Трехо Карвахала.
У Алонсо де Эскобара и Инес Суарес де Толедо было шесть зарегистрированных детей:
- Маргарита де Эскобар-и-Толедо Сааведра (ок. 1569 — 26 июля и декабря 1641)
- Томас де Эскобар (род. ок. 1570)
- Беатрис де Эскобар-и-Суарес де Толедо, (род. ок. 1571)
- Ана де Эскобар (род. ок. 1573)
- Мария де Эскобар (род. ок. 1575)
- Антония де Эскобар (род. ок. 1577)

Приблизительно в 1579 году Алонсо де Эскобар женился вторым браком на Марии де Сересо (род. ок. 1560, Асунсьон), которая осталась со своими пасынками, когда Алонсо переехал в Рио-де-ла-Плата с Гараем, и стала жительницей нового города Буэнос-Айрес в 1590 году.
В результате этого союза Алонсо де Эскобара и Марии де Сересо у них родилась как минимум одна дочь:
- Мария де Сересо Эскобар (род. ок. 1593, Буэнос-Айрес)

## Память
Улица в городе Буэнос-Айрес и еще одна в Бадахосе (в Испании) носят это имя в его честь. Станция, расположенная в провинции Буэнос-Айрес, под названием Эскобар, и город Белен-де-Эскобар, который образован вокруг него, вместе с муниципалитетом Эскобар, также названы его честь.